# Dzud
Un dzud (mongol : Зуд) est un hiver particulièrement enneigé en Mongolie pendant lequel le bétail est incapable de trouver sa nourriture à travers la neige, et un grand nombre d’animaux meurent de faim et de froid. Le terme est plus généralement utilisé pour d’autres conditions météorologiques, particulièrement en hiver, qui rendent le pâturage impossible. Sa récurrence de plus en plus fréquente est  indirectement liée au réchauffement climatique,.
Les autochtones font parfois la différence entre dzud blanc, noir, et dzud de fer ou de glace. Le dzud noir est causé par une pénurie de nourriture en été et un hiver froid pendant lequel de nombreux animaux meurent de froid. Le dzud blanc est causé par d’importantes chutes de neige, qui rend l’herbe inaccessible au bétail. Le dzud de glace ou de fer est le résultat de pluies verglaçantes qui rendent le pâturage difficile.
Il n’est pas rare qu’un seul hiver de dzud tue plus d’un million de têtes de bétail. Pendant l’hiver 1944, presque 7 millions de têtes sont mortes. Les hivers 2000, 2001 et 2002 ont été trois hivers de dzud à la suite, résultant en une perte totale de 11 millions de têtes. Pendant l’hiver 2010, environ 90 % du pays a été affecté par un dzud blanc avec des températures de -40 à -50 °C. Début février, près de 2 millions de têtes de bétail avaient déjà péri, et à ce moment le ministère de l’agriculture prévoyait que les pertes pourraient atteindre 4 millions de têtes à la fin de l’hiver. La FAO estimait que 21 000 familles d’éleveurs étaient exposées au risque d’insécurité alimentaire.
Pendant l’été, les éleveurs mongols récoltent du foin pour servir de fourrage pendant l’hiver. Ils récoltent également des excréments séchés sous forme de blocs appelés Khurjun, qui servent traditionnellement de combustible. Ces blocs peuvent également être empilés pour créer des murs destinés à protéger les animaux des vents glaciaux.

## Dzud du passé
Un épisode particulièrement fort, datant de 839-840, serait à l'origine de la disparition du khaganat ouïgour (744-848).